# Dolzago
Dolzago (Dulzàgh /dulˈtsɑːk/ in dialetto brianzolo) è un comune italiano di 2 547 abitanti della provincia di Lecco in Lombardia.

## Storia
Gli unici ritrovamenti archeologici effettuati nel territorio di Dolzago sono:
- un coperchio in granito, ritrovato nel 1888 presso la frazione Castello ma la cui attuale collocazione risulta ignota;
- un masso avello in granito, trovato presso il cascinale detto Cavagnolo.

La più antica attestazione storica della località risale a un documento, scritto a Pavia nel 927, che certifica la vendita dei beni di Dulciago da un certo Sigfrido di Milano ai frati del monastero di Civate. Menzione dei possedimenti del monastero in località Cavonio si ritrova anche in un diploma di Federico Barbarossa datato 1162.

### Simboli
Lo stemma comunale è stato concesso con D.P.R. del 25 marzo 1998. La torre merlata alla guelfa, posta su una pianura verde, sta a rappresentare l'antico castello. La torre è sormontata da una ruota dentata d'oro di otto raggi e ventiquattro denti, simbolo del lavoro e del progresso.
Il gonfalone è un drappo di giallo con la bordatura di azzurro.

## Monumenti e luoghi d'interesse

### Architetture religiose
- Chiesa di Sant'Alessandro, in località Cavonio[8], risalente alla seconda metà del XII secolo[9] ma rimaneggiata nel corso dei secoli.[5]
- Chiesa di San Biagio, attestata nei pressi del castello sin dal 1577.[5]
- Chiesa parrocchiale dell'Assunta[10]
- Chiesa dedicata alla Madonna del Pilastrello[11]

### Architetture civili
- Castello, nell'omonima frazione.[5]
- Castellaccio, torre coronata di merlatura ghibellina e inserita nel contesto dell'omonima villa[12] Ottocentesca.[13]
- Cascina Gorla[14]
- Villa Calderara Montecuccoli (XVIII secolo)[15]
- Villa Nava Brusadelli (XVIII secolo)[16]
- Torre di Cogoredo, di origine altomedievale, situata nei pressi di Villa Nava Brusadelli.[17][12]

## Società

### Evoluzione demografica
- 352 nel 1751
- 673 nel 1771 dopo l'annessione di Cogoredo
- 789 nel 1805
- annessione ad Ello nel 1809
- 723 nel 1853

Abitanti censiti

## Infrastrutture e trasporti
Fra il 1902 e il 1915 la località ospitò una stazione della tranvia Monza-Barzanò-Oggiono.

## Amministrazione
| Periodo | Periodo   | Primo cittadino  | Partito      | Carica  | Note |
| ------- | --------- | ---------------- | ------------ | ------- | ---- |
| 2009    | 2014      | Adelio Isella    | lista civica | sindaco |      |
| 2014    | in carica | Paolo Lanfranchi | lista civica | sindaco |      |